# 李娜 (跳水運動員)
李娜（1984年5月1日—），安徽合肥人，中國女子跳水運動員，曾在2000年悉尼奥运会上与桑雪夺得了双人10米台冠军，自己奪得10米台亞軍。于2008年北京奥运会与2016年里约奥运会期间，担任中央电视台解说嘉宾。
她的父母原是田径运动员。父亲是安徽省田径队领队。幼年时已练习技巧。1993年，面临个人前途选择时，因伏明霞获得1992年巴塞罗那奥运会跳水冠军影响，选择转练跳水。1993年，进入北京跳水队时，启蒙教练是陈琳。1998年，入选中国国家跳水队。

## 綜藝節目
- 中国星跳跃 评委

## 外部連結
- 李娜在国际奥林匹克委员会的资料
- 资料